# Krumbachia minuta
Krumbachia minuta är en plattmaskart. Krumbachia minuta ingår i släktet Krumbachia och familjen Typhloplanidae. Inga underarter finns listade i Catalogue of Life.